# Lamécourt (Ardenas)
Lamécourt era una comuna francesa que estaba situada en el departamento de Ardenas, de la región de Gran Este, que entre 1790 y 1794 se fusionó con la comuna de Rubécourt, formando la nueva comuna de Rubécourt-et-Lamécourt.

## Demografía
No constan datos demográficos de la comuna en el momento de su fusión.